# Una donna da uccidere
Una donna da uccidere (Folle à tuer) è un film del 1975, diretto da Yves Boisset.

## Trama
Julie, appena uscita da una clinica psichiatrica, viene assunta come governante del nipote di un ricco industriale.
I due vengono rapiti da un killer, che prima di ucciderli la costringe a scrivere una lettera nella quale si dichiara colpevole dell'omicidio del ragazzo. Lei però riesce a fuggire e a mettere in salvo il ragazzo, il quale scopre il mandante del rapimento: suo zio.